# Дроздовцы

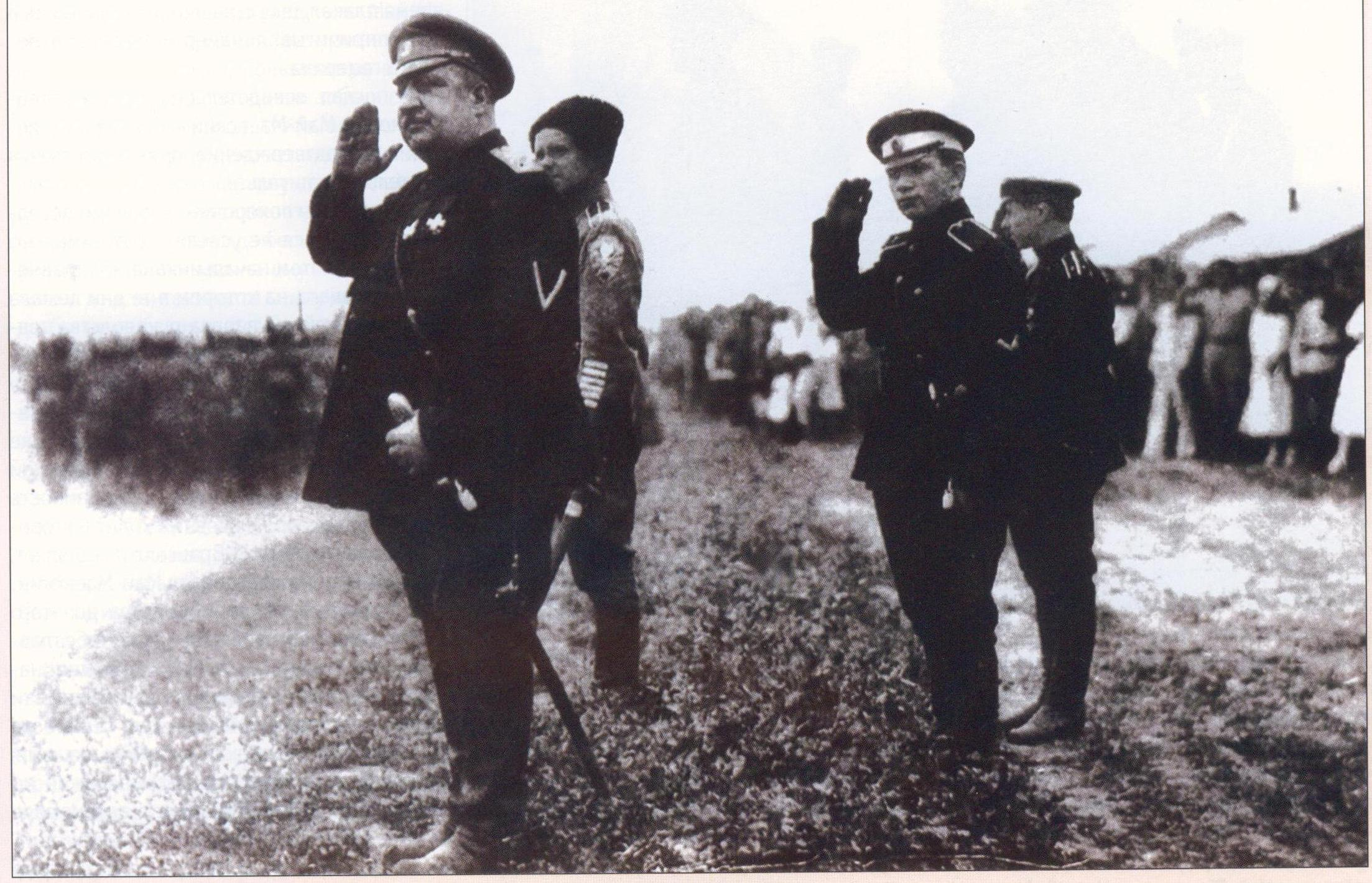
Командующий Добровольческой армией генерал Май-Маевский (на переднем плане) и капитан Макаров (сзади), оба в форме 2-го Офицерского генерала Дроздовского стрелкового полка

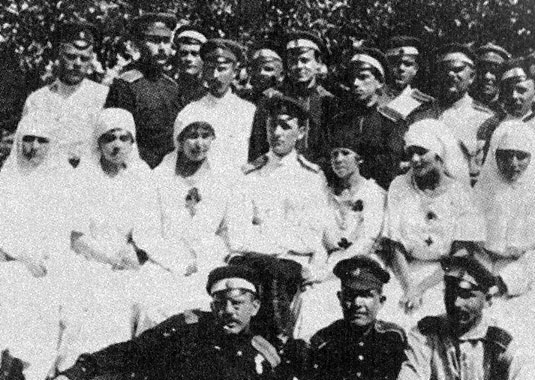
Дроздовцы в харьковском госпитале, 1919 год

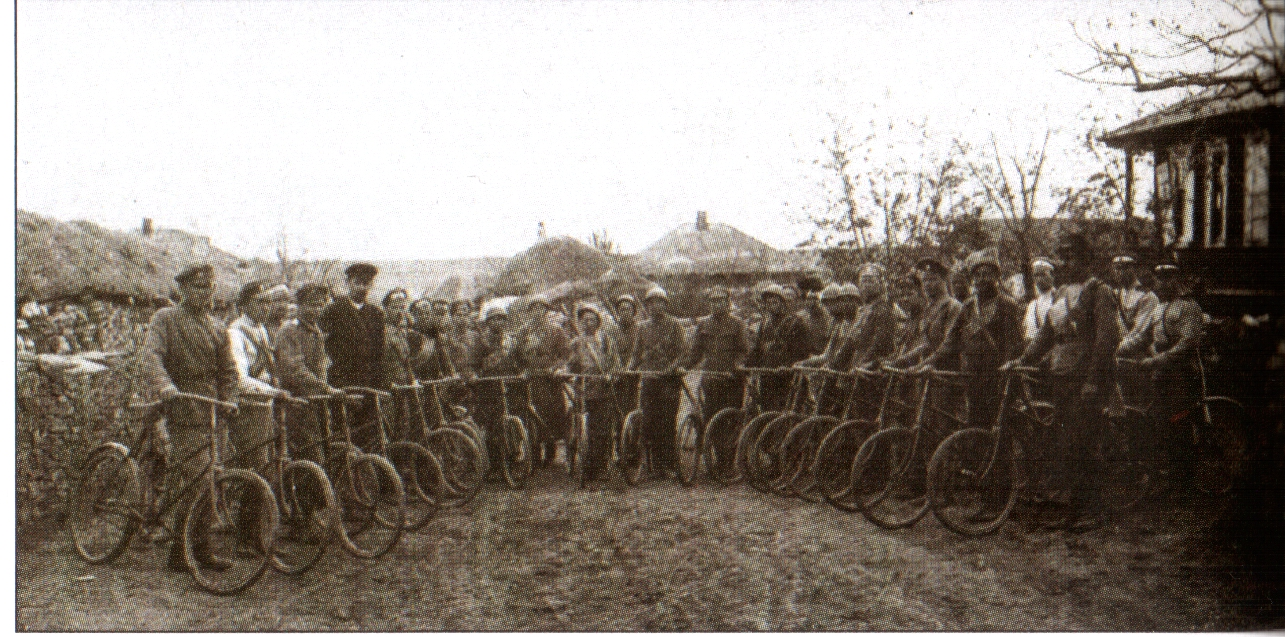
Команда самокатчиков 2-го Офицерского генерала Дроздовского стрелкового полка, 1919 год

Дроздо́вцы, «дрозды́» — название воинских частей Добровольческой армии (впоследствии Вооружённых сил Юга России и Русской армии), получивших именное шефство одного из основоположников Белого движения на Юге России — генерал-майора М. Г. Дроздовского. Первоначально дроздовцами называли бойцов Первой Отдельной бригады Русских добровольцев, совершившей 26 февраля (11 марта) 1918 — 24 апреля (7 мая) 1918 года 1200-вёрстный поход под командованием тогда ещё полковника М. Г. Дроздовского.
Дроздовцы на протяжении всей Гражданской войны на российском юге являлись одним из самых надёжных и боеспособных соединений Добровольческой армии генерала Деникина и Русской армии генерала Врангеля. Отличались высокой организацией, дисциплинированностью, высоким воинским духом и устойчивостью в самых тяжёлых боях, что признавалось даже противниками Белого движения. «Малиновые» части направлялись на самые сложные участки фронта, отступали лишь в самом крайнем случае и поэтому несли тяжёлые потери.
Дроздовцы относились к числу привилегированных «цветных частей» на белом Юге: офицеры и нижние чины носили отличительные малиновые фуражки с белым околышем и малиновые с белой опушкой погоны с жёлтой литерой «Д».

## История

Чины Дроздовского полка. Крым, октябрь 1920 года.
Сидят: штабс-капитан А. М. Бородаевский, подпоручик Н. Заборская. Стоят: подпоручик З. Готгарт, М. Бородаевский. Лежит: вольноопределяющаяся В. Лозовская

После прибытия на Дон генерала М. В. Алексеева и создания там Алексеевской организации (преобразованной в скором времени в Добровольческую армию), между ним и штабом Румынского фронта была налажена связь. В результате на Румынском фронте возникла идея о создании Корпуса русских добровольцев для последующей его отправки на Дон. Начало формирования будущих дроздовских частей было положено полковником М. Г. Дроздовским 19 декабря 1917 года (1 января 1918 года), а первыми «дроздовцами» стали 9 офицеров 61-й артиллерийской бригады, ранее собиравшиеся пробираться на Дон самостоятельно.
Ещё на этапе формирования бригады Дроздовский для идейного сплочения своих бойцов, несмотря на декларируемую внепартийность, создал в отряде «параллельную структуру» — тайную монархическую организацию. Её членам даже выдавались специальные карточки трёх степеней. В отряде такими карточками обзавелись около 90 % бойцов. Как отмечает историк Р. Г. Гагкуев, это по сути двойное подчинение, с одной стороны, повышало сплочённость дроздовцев, однако, с другой стороны, создавало определённые предпосылки для трений в будущем с другими частями Добровольческой армии.

Таким образом, при объединении отряда Дроздовского с Добровольческой армией, придерживавшейся более либеральной «непредрешенческой» ориентации, конфликт был неизбежен, и он случился. Дроздовцы в открытую заявляли, что их «отряд представляет собой политическую организацию монархического направления…» и, несмотря на то, что он входит в Добрармию, «его политическая организация остаётся самостоятельной…». С приходом на Дон дроздовцы даже предприняли неудачную попытку завербовать в свою организацию чинов других добровольческих полков — Корниловского и Офицерского. Главнокомандующий армией генерал Деникин даже свидетельствовал об имевшем место на этой почве инциденте между генералом Марковым и полковником Дроздовским на военном совещании накануне Второго Кубанского похода. Во время обсуждения политических вопросов генерал Марков, сам монархист, тем не менее весьма резко высказался (вероятно, опасаясь двойного подчинения в своих собственных частях) о деятельности в армии монархических организаций. 
Дроздовский вспылил: „Я сам состою в тайной монархической организации… Вы недооцениваете нашей силы и значения…“

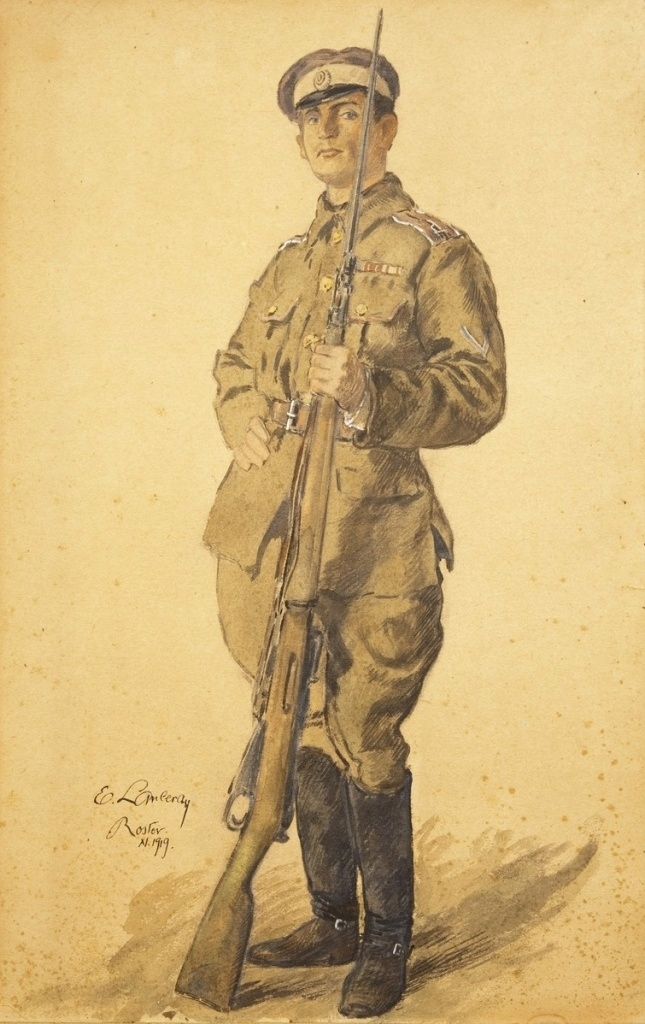
Дроздовец, рисунок Е. Лансере. 1919 год

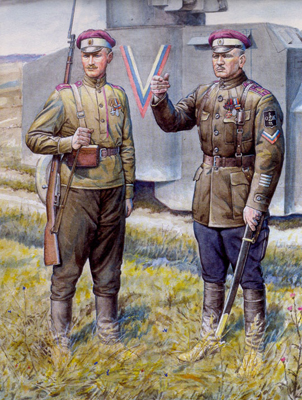
Дроздовцы

Монархическая организация дроздовцев внутри Добровольческой армии и в самом деле имела определённый вес — известно, например, что её членом был генерал А. М. Драгомиров, помощник генерала Деникина, а позднее — председатель Особого совещания при нём; члены организации дроздовцев капитаны П. В.Колтышев и В. С. Дрон работали в штабе армии и, следовательно, в дивизии всегда могли быть в курсе планов и дел ставки Главнокомандующего.
Историк Шишов считает, что дроздовцы, спаянные идейным монархическим духом, сражались за российскую державность, но во имя романовского единовластия со свободными выборами в Учредительное собрание, будучи сторонниками идеи конституционной монархии.
В ходе разраставшегося конфликта между решительным и амбициозным Дроздовским и не менее амбициозным начальником штаба Добровольческой армии генералом Романовским, опасавшимся к тому же растущего влияния Дроздовского внутри Добровольческой армии, 3-я дивизия Дроздовского в штабе армии стала «пасынком как в смысле пополнения людьми, так и в смысле пополнения материальной частью». Причины происходившего с 3-й дивизией в 1918 году кроются также в отношении штаба армии, состоявшего сплошь из первопоходников, ко всем присоединившимся к армии после завершения ею Ледяного похода, считавшимися своего рода париями. Несмотря на тот факт, что дроздовцы также совершили тяжелейший поход для соединения с Добровольческой армией, здесь они не были исключением. Противостояние между штабом армии и 3-й дивизией вылилось 17 (30) сентября 1918 года в серьёзный конфликт во время Армавирской операции и завершилось только с ранением и отбытием Дроздовского в госпиталь, закончившимся в итоге трагически.

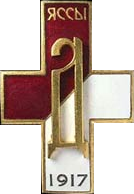
Нагрудный знак дроздовцев, установленный в белой эмиграции

После окончания Похода Яссы — Дон и присоединения к Добровольческой армии в июне 1918 года отряд полковника Дроздовского составил 3-ю пехотную бригаду (позднее — дивизию). Сводно-стрелковый полк в составе дивизии стал называться 2-м Офицерским стрелковым полком. Конный дивизион Отряда был переименован во 2-й Офицерский конный полк.
В состав бригады (позднее — дивизии) вошли все части, пришедшие с Дроздовским с Румынского фронта:
- 2-й Офицерский стрелковый полк,
- 2-й Офицерский конный полк,
- 3-я инженерная рота,
- Лёгкая артиллерийская батарея,
- Развёрнутый из взвода дивизион гаубиц в составе 10 лёгких и 2 тяжёлых орудий.

Вскоре после прибытия отряда Дроздовского в Мечётинскую Деникин и Романовский дали им возможность показать себя в бою. Дроздовцам была поставлена задача взять хутор Грязнушкин под Егорлыкской, занятый заставой красных силой более батальона. Дроздовский поставил задачу полковнику Жебраку-Русановичу и объяснил всю «престижность» и значимость предстоящего боя. И Жебрак, и Дроздовский желали показать корниловцам, чего стоят их бойцы. Жебрак вызвал капитана Туркула и довёл тому диспозицию предстоящего боя. Бой получился скоротечным: после команды Туркула рота дроздовцев в 300 штыков пошла в атаку и почти сразу ворвалась в хутор. Атака вышла внезапной и упорного боя не получилось. У атаковавших был один убитый — поручик Куров — ставший первой потерей дроздовцев в составе Добровольческой армии. Дроздовцы взяли в этом бою около 300 пленных.
Во время Второго Кубанского похода только в июне 1918 года 3-й пехотной дивизией было захвачено в плен более 3000 красноармейцев, из которых 21 июня 1918 года по приказу Дроздовского был сформирован Солдатский батальон трёхротного состава, на командные должности которого были назначены офицеры из 2-го Офицерского стрелкового полка. После сформирования в июле 1918 года четвёртой роты, батальон переформировали в полк, который — после объединения 14 (27) августа 1918 года в станице Усть-Лабинской с прибывшим из Ставрополя батальоном из офицеров и солдат 83-го Самурского полка (со знаменем)— был переименован в  Самурский пехотный полк.
После смерти генерала Дроздовского 1 (14) января 1919 года его именем 4 (17) января были названы:
- Созданный им 2-й Офицерский стрелковый полк, переименованный во 2-й Офицерский генерала Дроздовского стрелковый полк (в дальнейшем 1-й Дроздовский полк, развёрнутый в дивизию),
- 2-й Офицерский конный полк, 10 (23) октября переименованный во 2-й Офицерский генерала Дроздовского конный полк,
- Дроздовская артиллерийская бригада,
- Бронепоезд «Генералъ Дроздовскій».

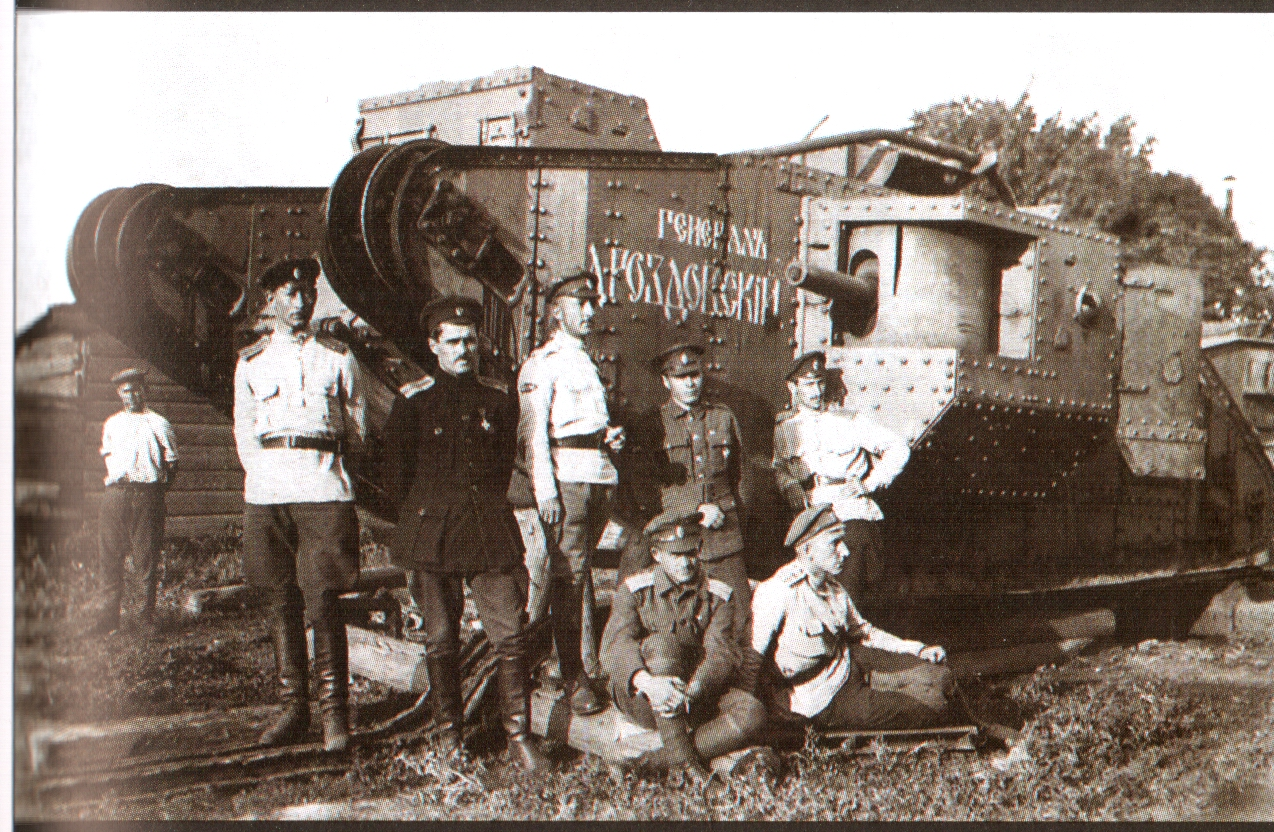
Команда танка «Генералъ Дроздовскій», сентябрь 1919 года (на правом рукаве одного из офицеров экипажа видна нарукавная эмблема в виде английского танка Mk V)

В июне-июле 1919 года именные полки ВСЮР начали создавать вторые и третьи полки на основе добровольцев и пленных красноармейцев.
29 июля (11 августа) 1919 года приказом по 1-му армейскому корпусу Добровольческой армии № 215 на базе 3-го батальона 1-го полка, мобилизованных и пленных сформировали 4-й Офицерский генерала Дроздовского стрелковый полк. Оба полка были объединены в  Офицерской генерала Дроздовского стрелковой бригаде в составе 3-й пехотной дивизии.
25 августа (7 сентября) 1919 года 2-й и 4-й Офицерские генерала Дроздовского стрелковые полки переименованы в 1-й и 2-й Дроздовские полки, соответственно.
21 сентября (4 октября) 1919 года из бойцов 3-го батальона 1-го полка сформирован 3-й Офицерский генерала Дроздовского стрелковый полк. Командир — полковник Манштейн. 14 (27) октября 1919 года приказом Главнокомандующего ВСЮР на базе 3-й пехотной дивизии создана Офицерская генерала Дроздовского стрелковая дивизия в составе 1-го, 2-го и 3-го полков, запасного батальона, Дроздовской инженерной роты и Дроздовской артиллерийской бригады (бывшая 3-я артиллерийская бригада). Позже были организованы и запасные батальоны дроздовских полков.

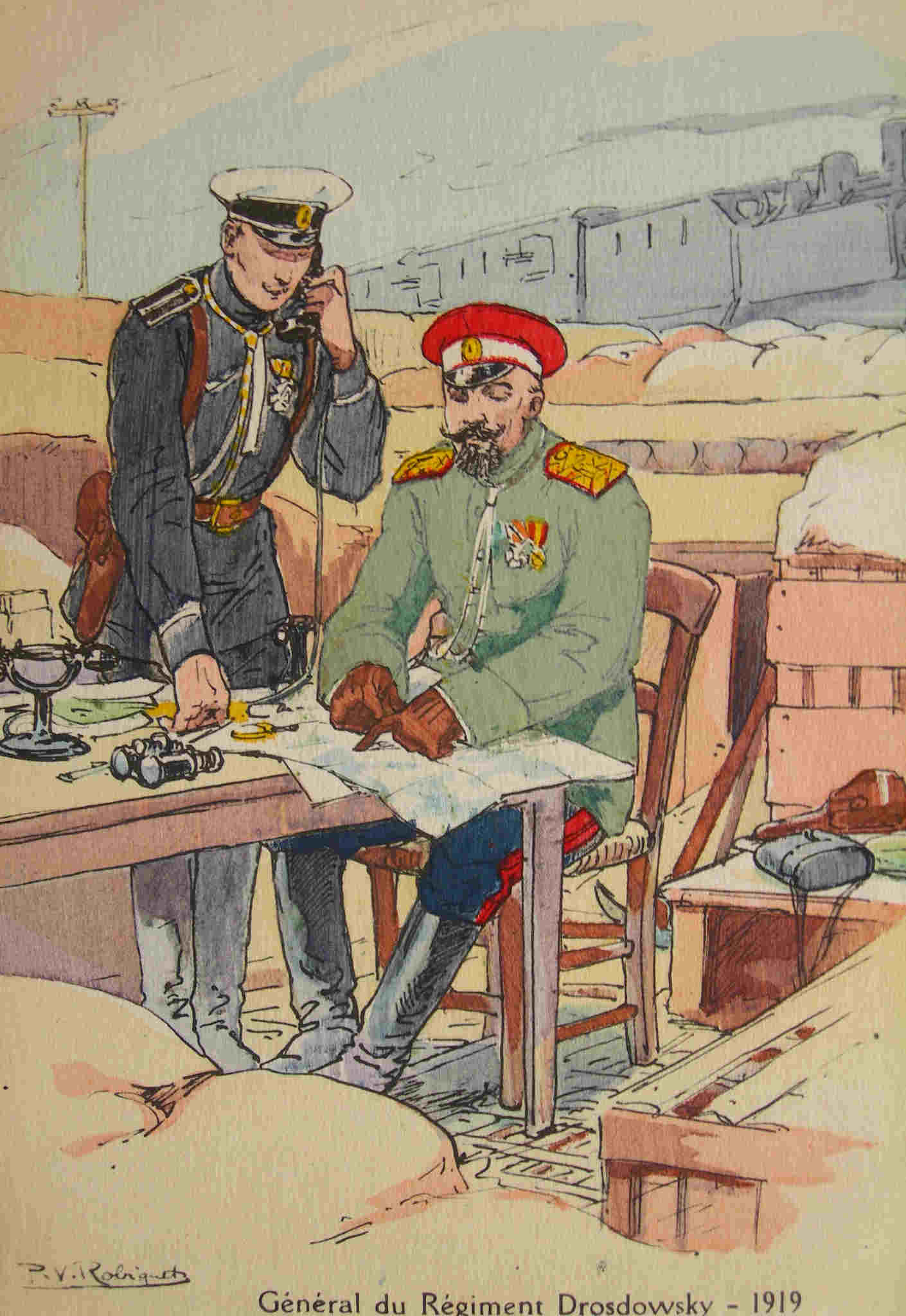
Генерал А. П. Кутепов в форме дроздовцев и капитан Марковского пехотного полка, 1919 год
(акварель П. В. Робике)

28 апреля (11 мая) 1920 года, уже в составе Русской армии Врангеля, из-за больших потерь офицеров дивизию переименовали в Стрелковую генерала Дроздовского (Дроздовскую) в составе 1-го армейского корпуса; а её полки — в 1-й, 2-й и 3-й стрелковые генерала Дроздовского (Дроздовские) полки.
Запасной батальон дивизии, принимавший участие в Заднепровской операции и полностью состоявший из пленных красноармейцев, за отличие в боях приказом Главнокомандующего переименован в 4-й стрелковый генерала Дроздовского (Дроздовский) полк.

Известно, что все именные соединения Добровольческой армии (корниловцы, марковцы, алексеевцы) помнили своих командиров и чтили их память, однако дроздовцы всё же выделялись особо в этом отношении — они идеализировали своего шефа, однако, возвышая его образ, соратники и сами стремились ему соответствовать: 
Дроздовский с нами. Мы помним его заветы и где бы мы ни находились — блюдём традиции, в которых нас воспитал ОН, и ждём с нетерпением зова Вождя, чтобы двинуться на завещанное нам Дроздовским возрождение Родины
 Об отношении дроздовцев к своему шефу красноречиво говорит и факт вывоза его праха из Екатеринодара, уже оставленного к тому времени войсками ВСЮР, — путём смелого рейда в город, в который уже вступали наступавшие большевики.
Дроздовцы-пехотинцы и дроздовцы-кавалеристы носили малиновые погоны (подобно стрелковым частям императорской армии) с чёрно-белым кантом, а дроздовцы-артиллеристы — с чёрным кантом.
Как и во многих других «цветных» частях Добровольческой армии, в Дроздовской дивизии на командные должности выдвигались почти исключительно собственные офицеры. Так, назначенный вскоре после смерти Дроздовского на его место генерал Ю. Ю. Белозор (отказавшийся весной 1918 года идти походом из Румынии с дроздовцами и распустивший своих подчинённых), игнорировался дроздовцами и был сменён уже через три дня. Поэтому начальником дивизии был назначен дроздовец — генерал В. К. Витковский.

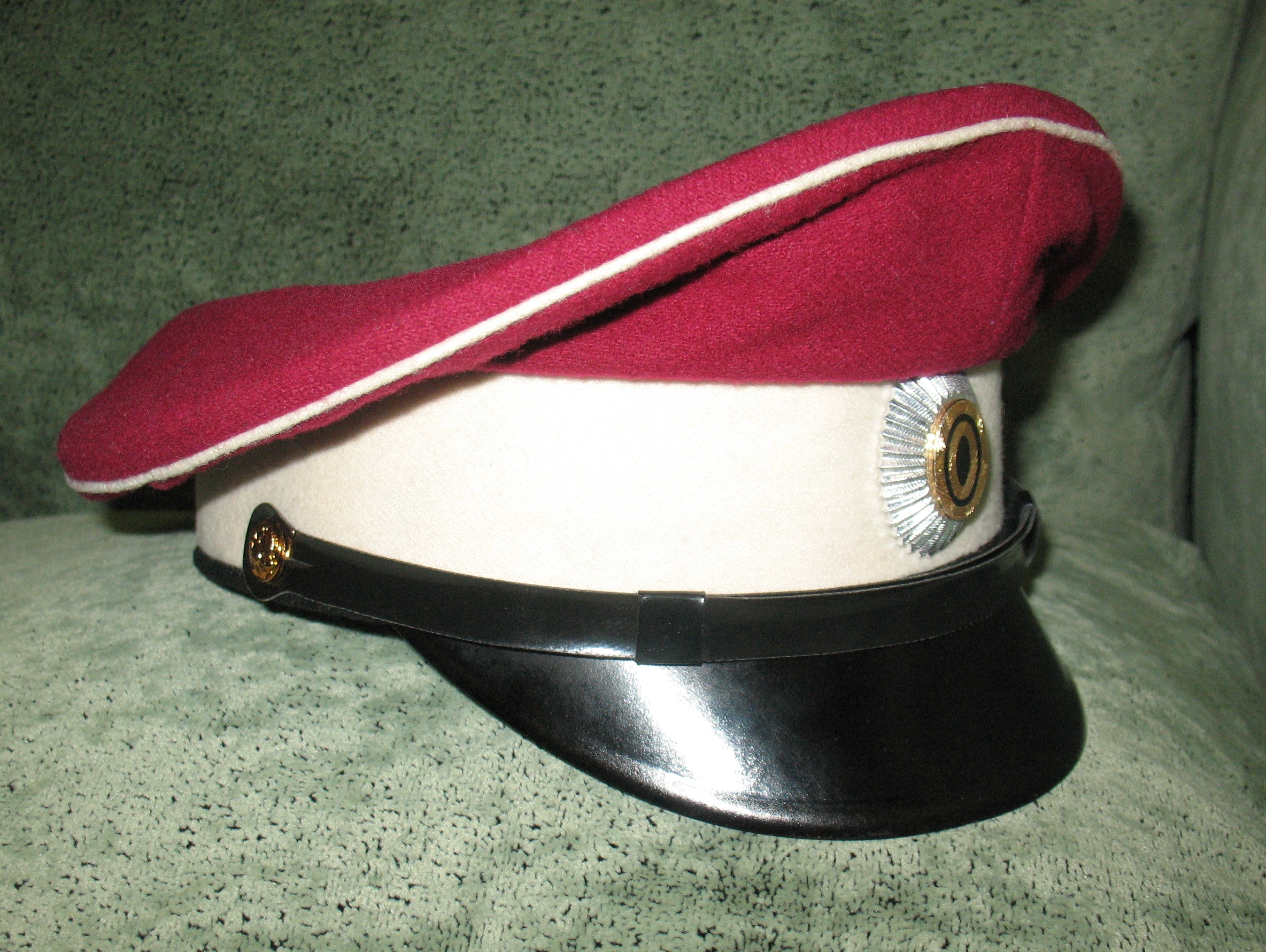
Фуражка добровольца дроздовских частей. Реконструкция 2010 года

«Дроздовцы» были одними из наиболее боеспособных и надёжных подразделений Добровольческой армии и впоследствии ВСЮР, одной из четырёх «цветных дивизий». Отступая в декабре 1919 года в направлении на Горловку, командир 1-го Офицерского генерала Дроздовского стрелкового полка А. В. Туркул всех неблагонадёжных солдат (главным образом, мобилизованных и бывших красноармейцев) свёл в один батальон, чтобы их возможное дезертирство не оказало сильное влияние на весь полк. Однако за время отхода не было случаев дезертирства, батальон показал себя с лучшей стороны и при этом даже захватил пленных.
В конце октября 1920 года во время упорнейшей обороны Перекопа против многократно численно превосходивших сил красных, дроздовцы, по приказу  Врангеля, пытались сбить красные части: 1-й и 4-й полки защищали Юшунь, а 2-й и 3-й полки — район Литовского полуострова.

## Боевые потери дроздовцев

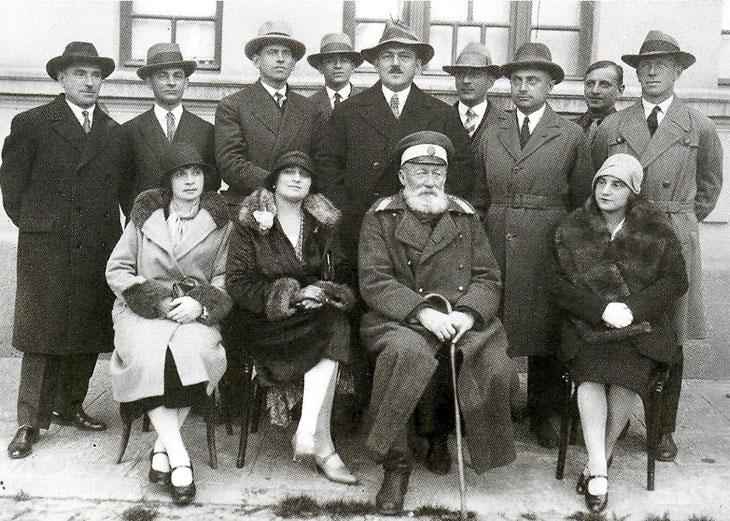
Дроздовцы в Болгарии. 1920-е гг. Стоят: генерал-майоры А. В. Туркул (пятый слева) и В. Г. Харжевский (третий справа). В центре группы в дроздовской фуражке сидит генерал-майор В. К. фон Манштейн («дедушка»), отец В. В. фон Манштейна

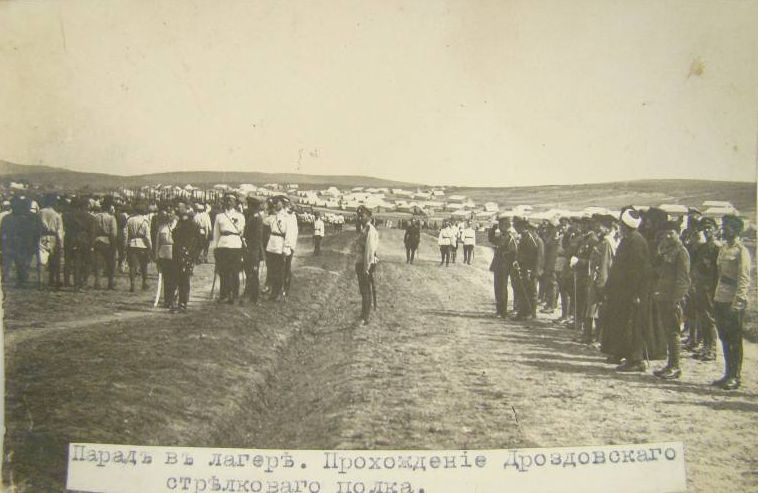
Парад Дроздовского стрелкового полка в Галлиполийском лагере

Отличавшаяся своим упорством в боях и прибегавшая к отступлению лишь в совершенно исключительных ситуациях, дивизия направлялась на самые сложные участки фронтов, и поэтому несла особенно тяжёлые потери в людях. Так, в июле 1918 года во время жестоких боёв под Екатеринодаром, предшествовавших взятию кубанской столицы, дивизия дроздовцев за 10 дней потеряла 30 % своего состава. С 16 августа 1918 года — за месяц боёв — 1800 человек, более 75 % своего состава.
Во время десанта на Хорлы дивизия понесла потери в 575 человек, а в бою близ Андребурга 14 августа 1920 года — 100 человек.
За время Гражданской войны Дроздовская дивизия выдержала 650 боёв, потеряв при этом 15 тыс. чел. убитыми и 35 тыс. чел. ранеными. В число убитых входит 4,5 тыс. офицеров, в том числе большинство «первопоходников». Санитарные потери и расстрелянные врагом пленные дроздовцы, не учтённые в этих данных, ещё более увеличивают потери дроздовцев.

## После эвакуации

### Дроздовский стрелковый полк

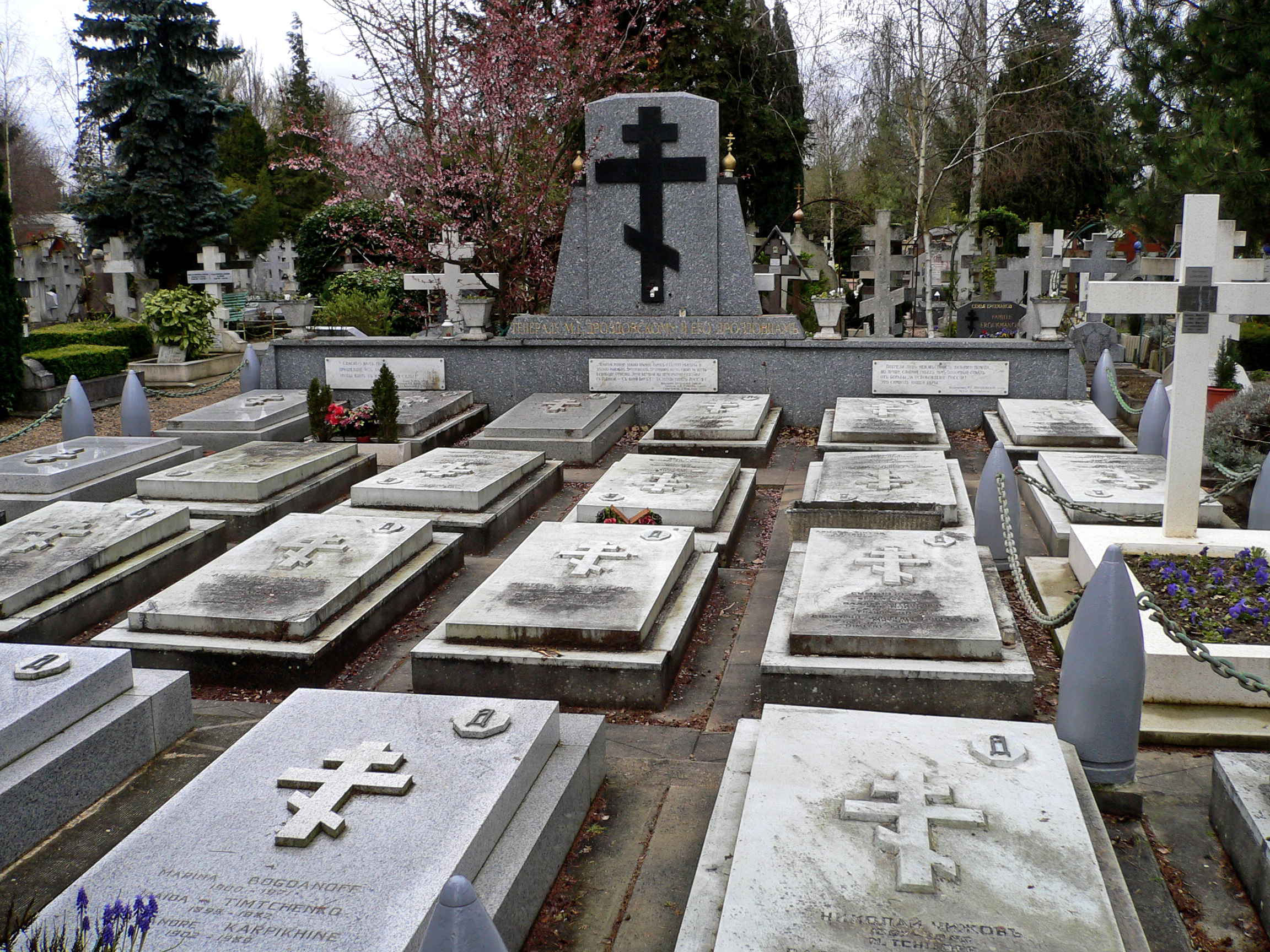
Дроздовцы на кладбище Сент-Женевьев-де-Буа, 2008 год

Части Дроздовской дивизии были сведены в полк после эвакуации Русской армии из Крыма в Галлиполи в ноябре 1920 года. В него входили остатки трёх полков и конный дивизион Дроздовской дивизии. Название полка в Галлиполийском лагере — Сводно-стрелковый генерала Дроздовского (Дроздовский) полк, включавший также «самурцев»,  затем — Дроздовский стрелковый полк; командир — А. В. Туркул, командир офицерского батальона — В. Г. Харжевский. Полк был фактически расформирован в 1922 году в Болгарии, но продолжал числиться как кадрированная часть. Большинство чинов перешло на работу в трудовые строительные артели. В 1924 году с преобразованием Русской армии в РОВС стали формироваться  объединения бывших чинов полка во Франции и в Болгарии, в которые впоследствии стали зачислять и потомков чинов бывшей Дроздовской дивизии. Само Дроздовское объединение было сформировано ещё в России, в 1919 году в Крыму, в тылу действующей армии с целью помощи семьям, раненым, а также для увековечивания памяти генерала М. Г. Дроздовского. Оказавшись в эмиграции, «дрозды» сохранили свою сплочённость и коллективизм с войсковым товариществом на протяжении десятилетий.
После реорганизации Русской армии в РОВС до 1930-х годов полк представлял собой кадрированную воинскую часть — несмотря на распыление его чинов по самым разным странам и даже континентам. Осенью 1925 года Дроздовский стрелковый полк состоял из 1092 человек, в числе которых было 753 офицера. Командиром полка был преемник дела М. Г. Дроздовского генерал-майор А. В. Туркул, начальником французской группы «дроздов» — полковник Д. Н. Рухлин, конного дивизиона — полковник Д. А. Силкин; болгарской группы — А. В. Туркул.

### Дроздовский артиллерийский дивизион
После размещения Русской армии в Галлиполийском лагере Дроздовская артиллерийская бригада была сведена в Дроздовский артиллерийский дивизион. После создания РОВС, также, как и Дроздовский стрелковый полк, представлял собой кадрированную воинскую часть без материальной части. Осенью 1925 года насчитывал 391 человека, из них 263 офицера.
В Галлиполи «дрозды»-артиллеристы издавали машинописную газету «Весёлые бомбы».
Командовал дивизионом генерал-майор М. Н. Ползиков. Начальником группы во Франции был полковник А. А. Шеин, в Болгарии — полковник И. К. Килач.

## Песни дроздовских частей
- «Марш дроздовского полка» («Шёл дроздовский славный полк») (1918 или 1919): «Из Румынии походом Шёл дроздовский славный полк, Во спасение народа Исполняя тяжкий долг…» — на мелодию «Марша сибирских стрелков».
- «Смелей, дроздовцы удалые» (1918): «О Боже правый, изнывает Под гнётом Русь — спаси её! Тебя народ Твой призывает — Яви Ты чудо нам своё…»